# دوئل در آینه
دوئل در آینه نهمین آلبوم استودیویی رضا یزدانی می‌باشد که در ۷ خرداد ماه ۱۳۹۵ در ۱۶ قطعه راهی بازار شد.

## فهرست ترانه‌ها
مدت آهنگ‌ها از بییپ تونز بدست آمده‌است.
| شماره | نام                                                                     | مدت  |
| ----- | ----------------------------------------------------------------------- | ---- |
| ۱.    | «بی غروب» (ترانه‌سرا: مهدی ایوبی، تنظیم کننده: محمد خرمی نژاد)           | ۳:۴۸ |
| ۲.    | «برزخ» (ترانه‌سرا: مهدی ایوبی، تنظیم کننده: محمد خرمی نژاد)              | ۳:۴۴ |
| ۳.    | «تونل کندوان نگاه تو» (ترانه‌سرا: مجید بابازاده، تنظیم کننده: میلاد عدل) | ۵:۲۳ |
| ۴.    | «می‌ترسم از خودم» (ترانه‌سرا: پدیده نیشابوری، تنظیم کننده: بهنام شهرکی)   | ۴:۰۲ |
| ۵.    | «رادیو» (ترانه‌سرا: عرشیا عشقی، تنظیم کننده: بهنام شهرکی)                | ۵:۰۶ |
| ۶.    | «تاریخ تکراری» (ترانه‌سرا: سحران راشد، تنظیم کننده: میلاد عدل)           | ۴:۲۵ |
| ۷.    | «تحریف تاریخ» (ترانه‌سرا: مهدی ایوبی، تنظیم کننده:محمد خرمی نژاد)        | ۵:۱۰ |
| ۸.    | «توریست» (ترانه‌سرا: مریم شجاعی، تنظیم کننده: بهروز پایگان)              | ۵:۰۵ |
| ۹.    | «روزای دلگیر» (ترانه‌سرا: رضا یزدانی، تنظیم کننده: میلاد عدل)            | ۵:۰۱ |
| ۱۰.   | «گریم» (ترانه‌سرا: مهدی ایوبی، تنظیم کننده: بهروز پایگان)                | ۴:۱۸ |
| ۱۱.   | «ترانه آوانگارد» (ترانه‌سرا: علیرضا باران، تنظیم کننده: آرش زمانیان)     | ۳:۳۱ |
| ۱۲.   | «هفته دلتنگی» (ترانه‌سرا: مهدی ایوبی، تنظیم کننده: بهروز پایگان)         | ۷:۲۹ |
| ۱۳.   | «این روزا» (ترانه‌سرا: مجید بابازاده، تنظیم کننده: بهنام شهرکی)          | ۳:۳۱ |
| ۱۴.   | «رفت که رفت» (ترانه‌سرا: پدیده نیشابوری، تنظیم کننده: محمد خرمی نژاد)    | ۳:۳۴ |
| ۱۵.   | «پرواز کن» (ترانه‌سرا: حسن علیشیری، تنظیم کننده: عمران میرزایی)          | ۳:۲۹ |
| ۱۶.   | «دوئل» (ترانه‌سرا: پارسا حسینی، تنظیم کننده: امیر مهرپویا)               | ۵:۱۵ |

## دست‌اندرکاران
- ضبط، میکس ، مسترینگ- استودیو آوای کوک، محمد خرمی نژاد / استودیو پارت:بهنام شهرکی
- گیتار الکتریک - مازیار احمدپور، میلاد عدل، سهیل زرین کلک
- گیتار آکوستیک - میلاد عدل، مازیار احمدپور
- گیتار بیس - آرش زمانیان
- کیبورد پیانو- بهروز پایگان
- پیانو - رضا حجت‌زاده
- کیبورد - شهروز بردوده
- درام - محمد خرمی ‌نژاد
- پرکاشن - مهرداد خرمی نژاد
- ساکسوفون- علی‌رضا مهدی‌زاده
- ترومپت- علی‌رضا میرآقا
- ترومبون- حسین شریفی
- هارمونیکا- محسن مهاجر
- میکس آنالوگ تراک‌های ۳، ۶ و ۹: مسرور شیدایی
- مجری طرح - سعید خلیلی
- مدیر اجرایی- حمیدرضا روشان
- طرح و عکس- محمد قربانی نیا، الیکا شاهوردی
- طراح لوگوتایپ- عرفان بهکار
- عکس پشت و روی جلد و CD- نواب موسوی

سایر نوازندگان:
- گیتار باس قطعه دوئل: شهریار باطانی
- گیتار آکوستیک قطعه رادیو- شروین شهبازی
- گیتار آکوستیک قطعه دوئل- امیر مهرپویا

آهنگسازان قطعات:
- هفته دلتنگی و گریم- بهروز پایگان
- تاریخ تکراری- میلاد عدل
- رادیو- آرش افشار
- می‌ترسم از خودم- بهنام شهرکی
- پرواز کن- عمران میرزایی
- دوئل- امیر مهرپویا